# Chhiv Himal
Der Chhiv Himal (auch Chhibu Himal) ist ein Gipfel im Himalaya in Nepal.
Der Chhiv Himal ist mit einer Höhe von 6591 m (nach anderen Quellen 6650 m) der dritthöchste Gipfel im Gebirgsmassiv Damodar Himal. 3,68 km weiter westlich befindet sich der höchste Gipfel des Damodar Himal, der 6759 m hohe Khumjungar Himal. Ein Grat führt nach Nordosten zum 6328 m hohen Saribung. An der Nordwestflanke strömt der Damodargletscher, an der Nordostflanke der Bharchapkgletscher. Die Südost- und Südwestflanken werden über den Labsegletscher entwässert. 
Der Chhiv Himal wurde am 18. September 2004 von einer japanischen Expedition erstbestiegen.